# 고티카리스
고티카리스(학명:gotycaris) 또는 고티카리스 롱기스피노사(Goticaris longispinosa)는 캄브리아기에 살았던 멸종한 중형(60cm) 절지동물의 한 속으로, 스웨덴 남부 외르스텐(Örsten) 라거슈테테에서 발굴된 것이다. 여러 파생형질을 가지고 있는 것으로 확인이 되는데, 왕방울같이 커다란 눈을 가지고 있는 것이 특기할 만한 사항이다.

## 생김새
머리에는 커다란 눈 한 개와 그 양 옆으로 뻗어있는 눈대에 달린 작은 겹눈 한 쌍이 머리의 앞 돌출부에 특이하게 붙어있다. 또한 머리에는 다리 4쌍이 달려있다. 첫 번째 쌍은 더듬이로 사용되며 머리의 나머지 다른 쌍은 두 갈래로(biramous) 되어있다. 입은 몸을 기준으로 수직 방향으로 열려 있으며 두 번째 다리 쌍의 앞쪽에 위치해 있다.
복부는 네 마디이며 노 모양의 다리 2쌍과 꼬리마디가 달려 있다.

## 생태
근연인 캄브로파키코페속(Cambropachycope)의 눈과 연관지어 볼 때에 이들도 포식자 생활을 했을 것으로 사료된다.

## 계통분류
고티카리스는 예전 논문에서부터 범갑각류에 속하는 초기 줄기군이었을 것으로 여겨졌다. 헤닝스모에니카리스(Henningsmoenicaris), 마르틴소니아(Martinssonia) 또한 이들도 고티카리스처럼 오르스텐에서 발견되었으며 이들이 고티카리스와 한 데 묶여 다계통군처럼 비슷한 분류군에 위치할 수 있는 것으로 추정했다. 전체로는 이것이 갑각류의 기원이 되는 결과가 될 수 있을 것이라 여겼다. 그러나 근래의 연구에 들어서는 고티카리스속이 범갑각류 바깥에 위치해 있다 보고 있으며, 대악동물군의 줄기군으로 단순 처리했다.

## 같이 보기
- 캄브로파키코페